# Tormos
Tormos ist eine spanische Gemeinde (municipio) in der Provinz Alicante mit einer Bevölkerung von 328 Einwohnern (Stand: 2024). 

## Lage
Tormos liegt etwa 65 Kilometer nordöstlich von Alicante und etwa 95 Kilometer südsüdöstlich von Valencia in einer Höhe von 125 m nahe der Mittelmeerküste. 

## Geschichte

### Bevölkerungsentwicklung
| Jahr      | 1970 | 1981 | 1991 | 2001 | 2011 | 2021 |
| Einwohner | 314  | 306  | 283  | 299  | 356  | 331  |

## Sehenswürdigkeiten

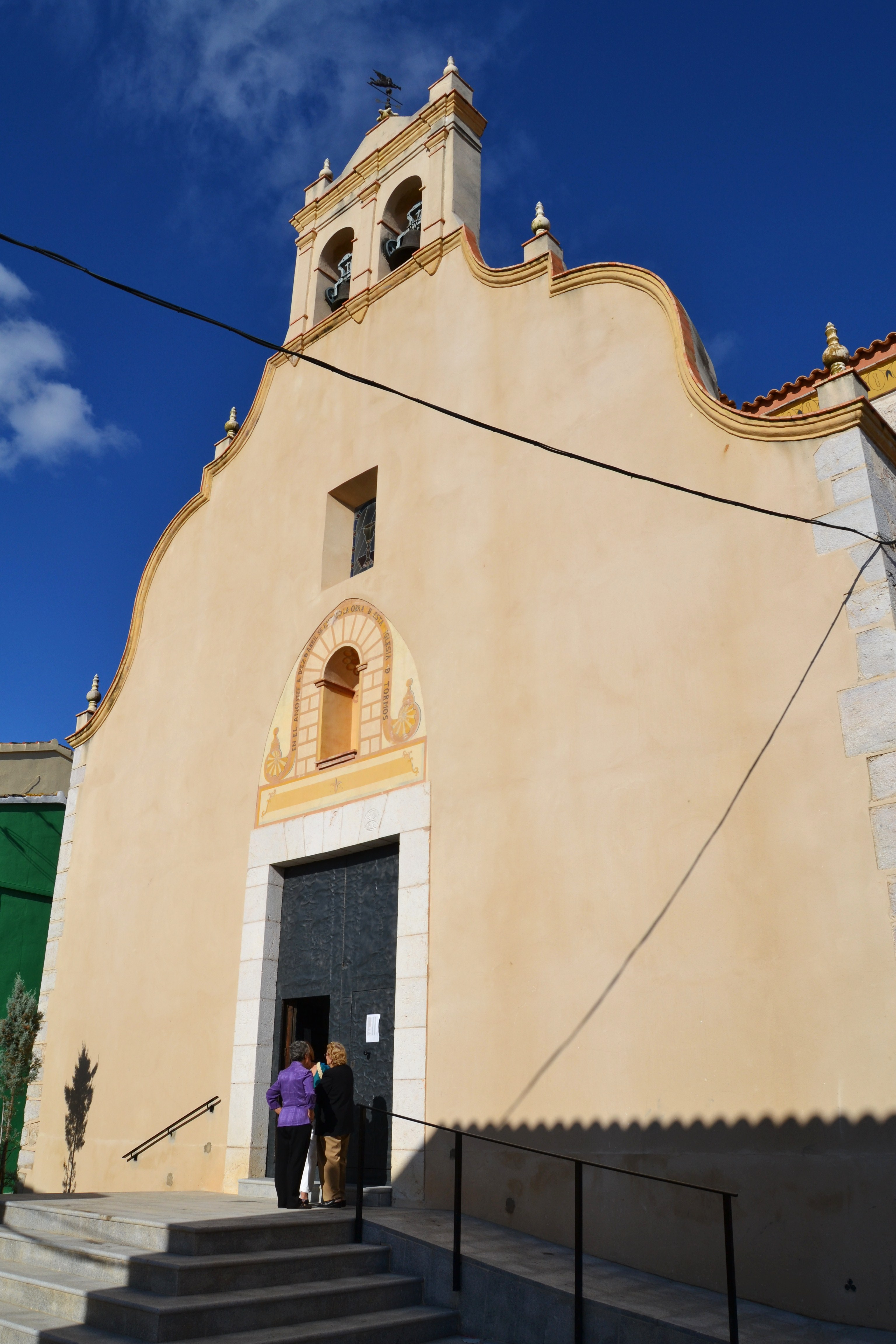
Ludwigskirche
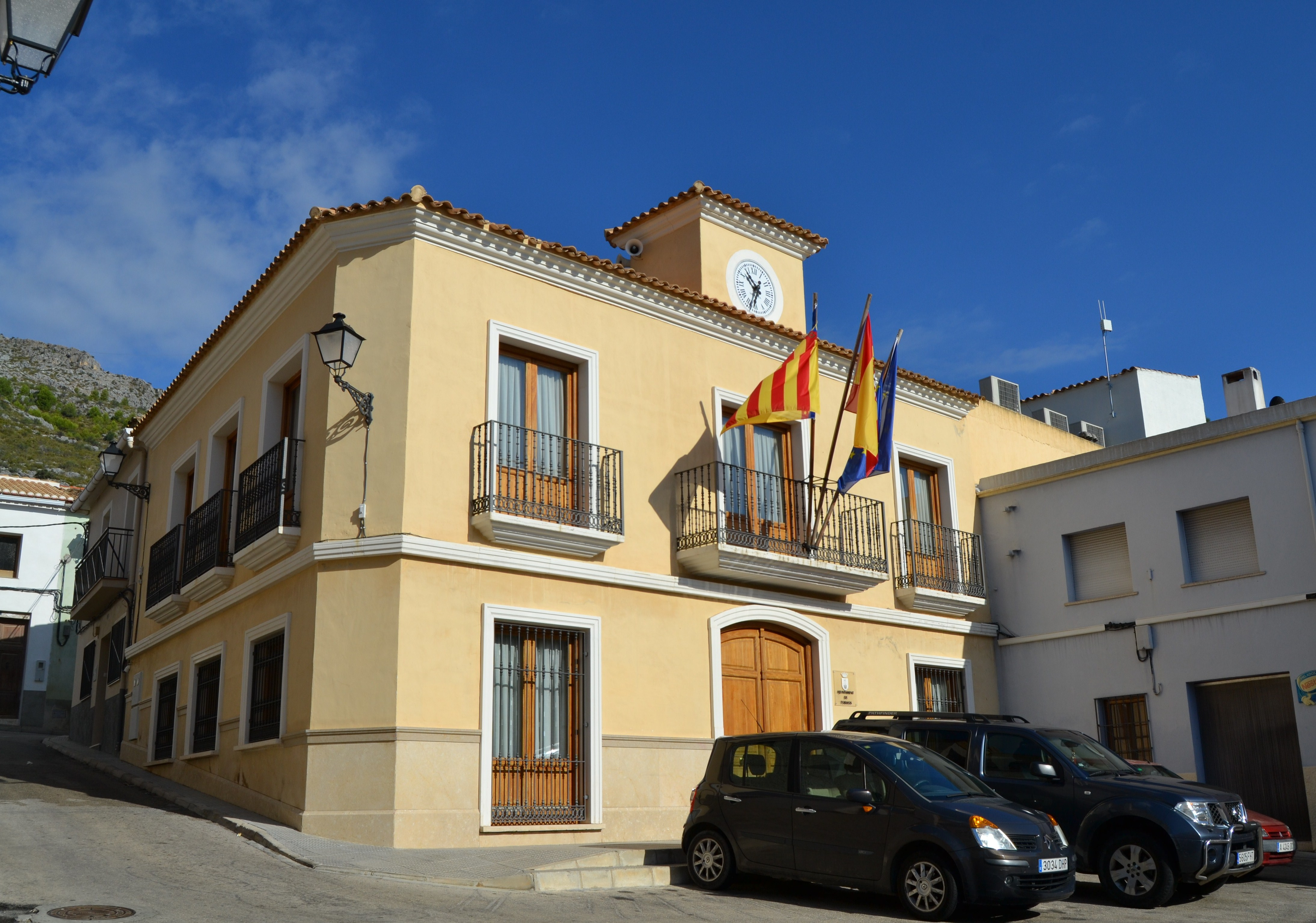
Rathaus

- Ludwigskirche
- Rathaus

## Persönlichkeiten
- José Perelló Torrens (1885–1955), Politiker